# NGC 137
NGC 137 là một thiên hà dạng hạt đậu trong chòm sao Song Ngư. Nó được phát hiện bởi William Herschel vào ngày 23 tháng 11 năm 1785.